# Kříženec člověka a šimpanze

Novinová karikatura Charlese Darwina jako křížence člověka a opice.

Kříženec člověka a šimpanze je hypotetický mezidruhový kříženec. O jeho vytvoření se v polovině dvacátých let 20. století pokoušel ruský biolog Ilja Ivanovič Ivanov a stále se vedou úvahy, zda by bylo možné. V minulosti se mohli lidé a šimpanzi podle řady teorií křížit, ale pozůstatky žádného takového křížence nebyly nikdy nalezeny. Podle týmu amerických vědců došlo v historii ke dvěma oddělením evolučních větví předků lidí a šimpanzů. První bylo následováno vzájemným křížením a pak teprve nastalo druhé.